# Zomerklokje
Het zomerklokje (Leucojum aestivum) is een vaste plant die behoort tot de narcisfamilie (Amaryllidaceae). De soort staat op de Nederlandse- en Belgische Rode lijst van planten als zeer zeldzaam en matig afgenomen. Het is een van de twee soorten uit het geslacht Leucojum. In Nederland is de plant vanaf 1 januari 2017 niet meer wettelijk beschermd.
Het zomerklokje komt van nature voor in moerassige weilanden, natte bossen en langs de rivieren tussen het riet.

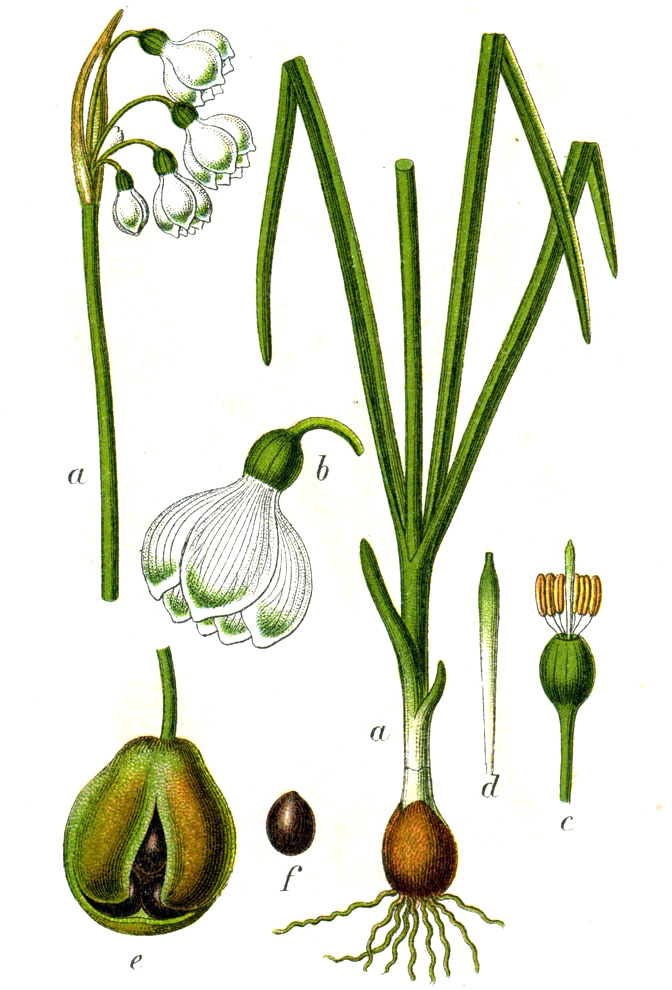

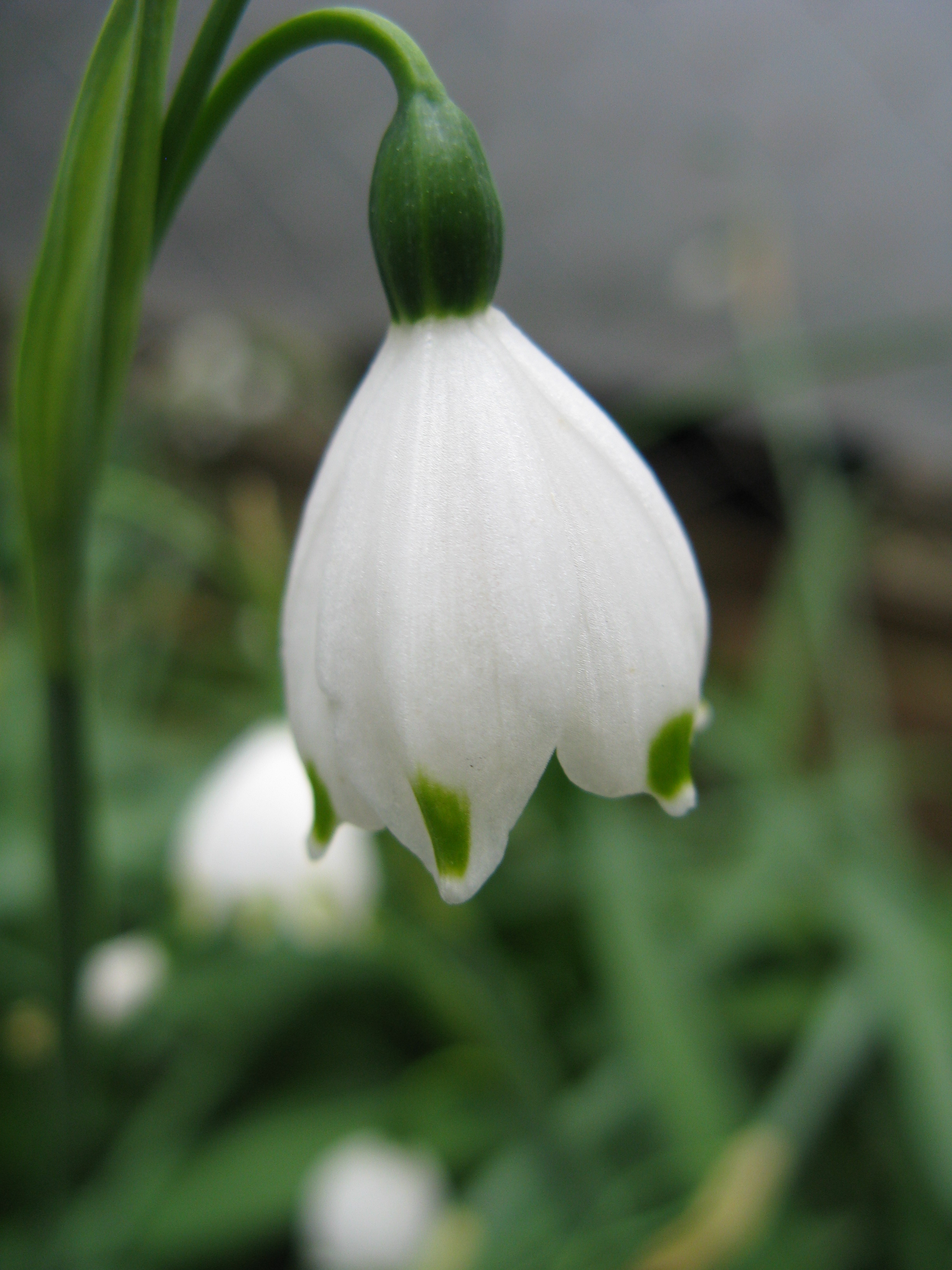
Close-up van de bloem

De plant vormt een bol en heeft vier tot zes tot 40 cm lange, smalle bladeren. De bladeren zijn giftig.
Het zomerklokje wordt 30-60 cm hoog en bloeit van april tot juni. De plant bloeit in de lente samen met het lelietje-van-dalen – en dus niet in zomer.
Aan de bloemstengel zitten gewoonlijk drie tot vijf tweeslachtige, 2 cm lange bloemen.
De bloemdekslippen zijn wit met vlak onder de top een groene vlek. De top van de slip is gaafrandig. De binnenste slippen zijn ongeveer even lang als de buitenste.
De vrucht is een veelzadige doosvrucht en bevat bij rijpheid zwarte zaden, die in tegenstelling tot het lenteklokje (Leucojum vernum) geen aanhangsel hebben.

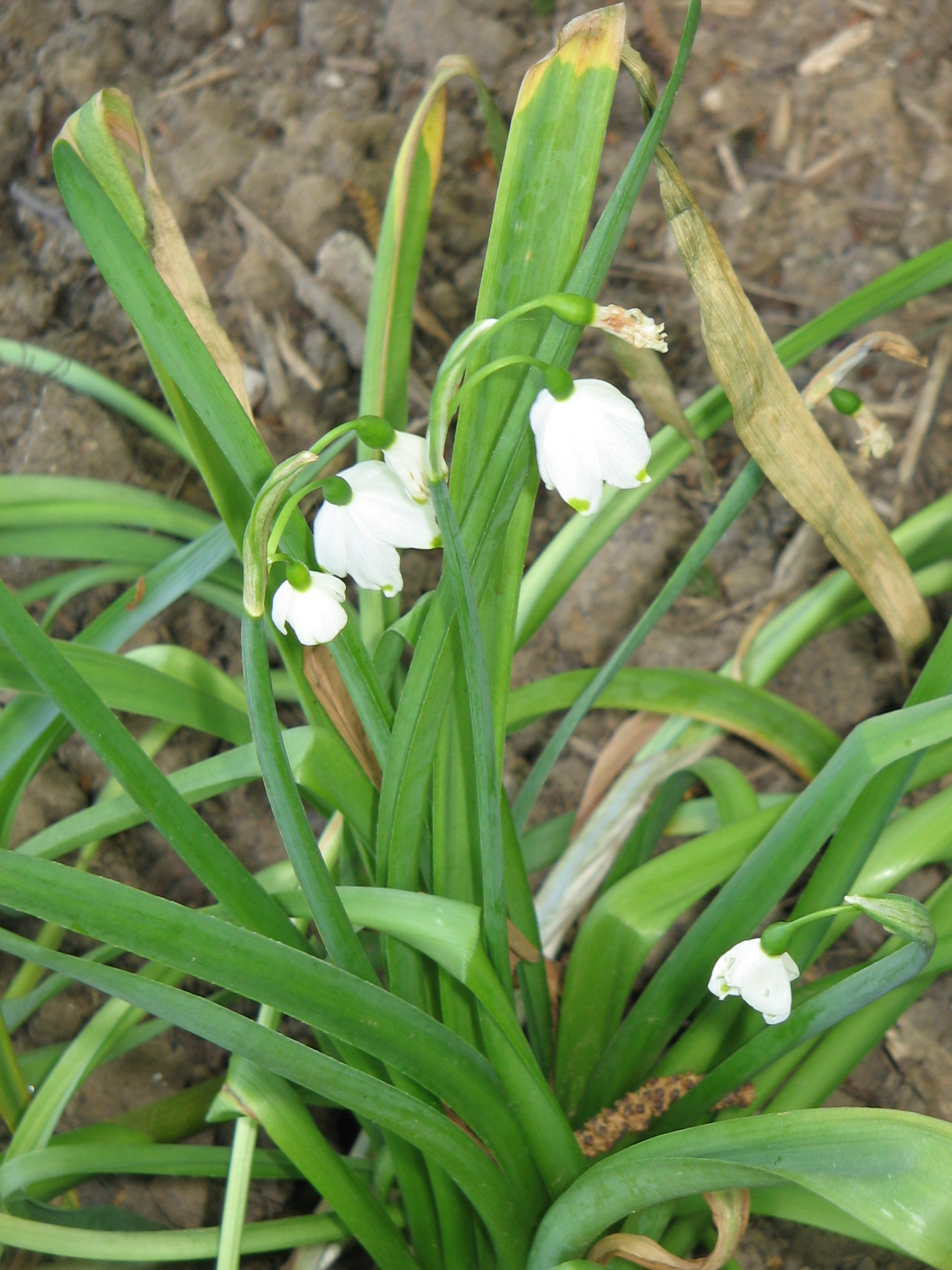
Leucojum aestivum subsp. pulchellum

## Verspreiding
Het zomerklokje vinden we terug van Noord-Ierland tot in de Zuidelijke Kaukasus.
In Nederland, is het zomerklokje een tot 2017 beschermde plant die men lokaal aantreft in het westen van het land.
In België, waar het zomerklokje wel integraal beschermd is, komt de plant van nature voor in de valleien van de Grote en Kleine Nete boven Lier en in de streek van Doornik. Verder is de plant hier en daar verwilderd, zoals in het vengebied langs de kasselrijbeek in de streek van Waregem.
In Frankrijk is het zomerklokje ook een zeldzame plant, die enkel voorkomt op een paar geïsoleerde plaatsen.
Leucojum aestivum subsp. pulchellum afkomstig uit de moerassen van het westen van het Middellandse Zeegebied, is kleiner (20 cm) en bloeit twee weken vroeger.

## Kweek
Het zomerklokje kan worden toegepast als tuinplant, die gemakkelijk om te kweken is. Het zomerklokje wordt bij voorkeur in een klei- of leemachtige grond geplant die vochtig tot zelfs drassig is, in halfschaduw. De plant werd door Nederlandse en Belgische journalisten verkozen tot bloembol van het jaar 2003.
Leucojum aestivum 'Gravetye Giant', die in 1924 door de Engelse tuinier William Robinson geselecteerd werd en genoemd naar zijn landgoed in Sussex, is een sterkere cultivar, met een uitbundige bloei (tot acht bloemen per scherm).

## Trivia
Leucojum stamt van het Oudgriekse λευκοίον, dat wit viooltje of violier betekent.
Van het geslacht Leucojum komt ook nog het lenteklokje in Nederland en België in het wild of verwilderd voor.
Namen in andere talen:
- Duits: Spätblühende Knotenblume
- Engels: Summer snowflake, Summer giant snowflake

## Referentie
- Réginald Hulhoven, Verwanten van de Sneeuwklokjes – Lente-, zomer- en herfstklokjes, De Tuinen van Eden, 23: 130-133, 2005